# Eduardo Fereira
Eduardo Enrique Fereira Peñaranda (Valencia, Estado Carabobo, Venezuela; 29 de septiembre del 2000) es un futbolista venezolano que juega como defensa en la Academia Puerto Cabello de la Primera División de Venezuela.

## Trayectoria

### Escuela Secasport
Realizó su formación juvenil en la Escuela Secasports y gracias a sus buenas presentaciones es convocado para participar en el Campeonato Sudamericano Sub-17, en donde redondeo una gran participación, lo que llamó la atención del Caracas FC, por lo cual es fichado por dicho club.

### Caracas FC
Debuta como profesional el 9 de abril del 2017 con apenas 16 años en la Primera División de Venezuela con el primer equipo del Caracas FC en la jornada 10 del Torneo Apertura 2017 ante el Portuguesa FC, jugando los 90 minutos. A partir de allí Fereira se hizo con el puesto de regla de juvenil, siendo uno de los jugadores inamovibles de su club. 

## Selección nacional

### Campeonato Sudamericano Sub-17
| Sudamericano Sub-17 | Sede  | Resultado    | Partidos | Goles |
| ------------------- | ----- | ------------ | -------- | ----- |
| Sudamericano 2017   | Chile | Quinto lugar | 9        | 1     |

## Clubes
| Club                    | País      | Año             | Partidos | Goles | Asist. |
| ----------------------- | --------- | --------------- | -------- | ----- | ------ |
| Caracas F.C.            | Venezuela | 2017 - 2022     | 158      | 6     | 15     |
| Casa Pia                | Portugal  | 2022 - 2023     |          |       |        |
| Academia Puerto Cabello | Venezuela | 2023 - presente |          |       |        |

Actualizado al ultimo partido jugado el 2 de julio de 2022.

## Palmarés

### Campeonatos nacionales
| Título           | Club         | País      | Año  |
| ---------------- | ------------ | --------- | ---- |
| Torneo Clausura  | Caracas F.C. | Venezuela | 2019 |
| Primera División | Caracas F.C. | Venezuela | 2019 |